# پرتونامه
کتاب پرتونامه نام کتابی است از شهاب‌الدین سهروردی که از منابع ارزشمند فارسی فلسفه شمرده می‌شود و به موضوعات منطق، فیزیک و متافیزیک می‌پردازد. این کتاب در سال ۱۹۹۸ توسط حسین ضیایی به زبان انگلیسی ترجمه شده‌است
این کتاب برای سلیمان شاه سلجوقی که گفته می‌شد از حامیان بزرگ فلسفه بوده‌است نوشته شده‌است، همان‌طور که خود سهروردی در کتاب می‌نویسد «بدانکه این مختصریست که ساخته شد بحکم اشارت بعضی از محبان فضیلت، و نامش «پرتونامه» کرده آمد.»